# آتروفی عضلانی
آتروفی عضلانی، از دست رفتن جرم عضلات اسکلتی است که می تواند ناشی از عدم تحرک، بالارفتن سن، سوء تغذیه، داروها یا آسیب‌ها و بیماری‌های مختلفی باشد که بر روی دستگاه عصبی یا عضلانی-اسکلتی اثرگذارند. آتروفی عضلانی منجر به ضعف عضلانی و معلولیت می گردد.